# Spennymoor Town FC
Spennymoor Town FC is een voetbalclub uit het Engelse Spennymoor, die in 2005 is opgericht. De club speelt anno 2019 in de National League North.

## Bekende (oud-)speler
- Ville Väisänen

## Erelijst
- Northern League Division One North: 2009-2010, 2010-2011, 2011-2012, 2013-2014
- Northern League Division Two North: 2006-2007
- FA Vase: 2012-2013
- Durham County Challenge Cup: 2011-2012
- Brooks Mileson Memorial League Cup: 2012-2013
- JR Cleator Cup: 2011-2012, 2012-2013, 2013-2014, 2014-2015

Alfreton Town ·
Brackley Town ·
Buxton ·
Chester ·
Chorley ·
Curzon Ashton ·
Darlington ·
Farsley Celtic ·
Hereford ·
Kidderminster Harriers ·
King's Lynn Town ·
Leamington ·
Marine ·
Needham Market ·
Oxford City ·
Peterborough Sports ·
Radcliffe ·
Rushall Olympic ·
Scarborough Athletic ·
Scunthorpe United ·
South Shields ·
Southport ·
Spennymoor Town ·
Warrington Town